# Abalam
In demonologia Abalam è uno dei re infernali ed uno degli assistenti di Paimon. 
Il suo compito consiste nell'occuparsi di libagioni e sacrifici che vengono offerti durante un'evocazione diretta solamente al suo superiore, comparendo in questo caso insieme al re infernale Bebal.
Non vi sono rappresentazioni di questo demone e le conoscenze che esistono su di lui sono veramente ristrette.
Il demone appare nei film L'ultimo esorcismo e The Last Exorcism - Liberaci dal male.